# Sotteville-lès-Rouen
Sotteville-lès-Rouen település Franciaországban, Seine-Maritime megyében. Lakosainak száma 29 039 fő (2022. január 1.). Sotteville-lès-Rouen Rouen, Amfreville-la-Mi-Voie, Bonsecours, Le Grand-Quevilly, Le Petit-Quevilly és Saint-Étienne-du-Rouvray községekkel határos.

## Népesség
A település népessége az elmúlt években az alábbi módon változott:
| Lakosok száma | 28 704 | 29 009 | 29 766 | 28 965 | 28 958 | 29 068 | 29 071 | 28 965 | 29 039 |
|               | 2013   | 2015   | 2016   | 2017   | 2018   | 2019   | 2020   | 2021   | 2022   |